# إيفيان
مدينة إيفيان (بالفرنسية: Évian-les-Bains)‏ هي مدينة فرنسية تقع ضمن إقليم سافوا العليا أحد أقاليم رون ألپ. وتطل المدينة على بحيرة ليمان أحد أكبر البحيرات الأوروبية.

شعار مدينة إيفيان

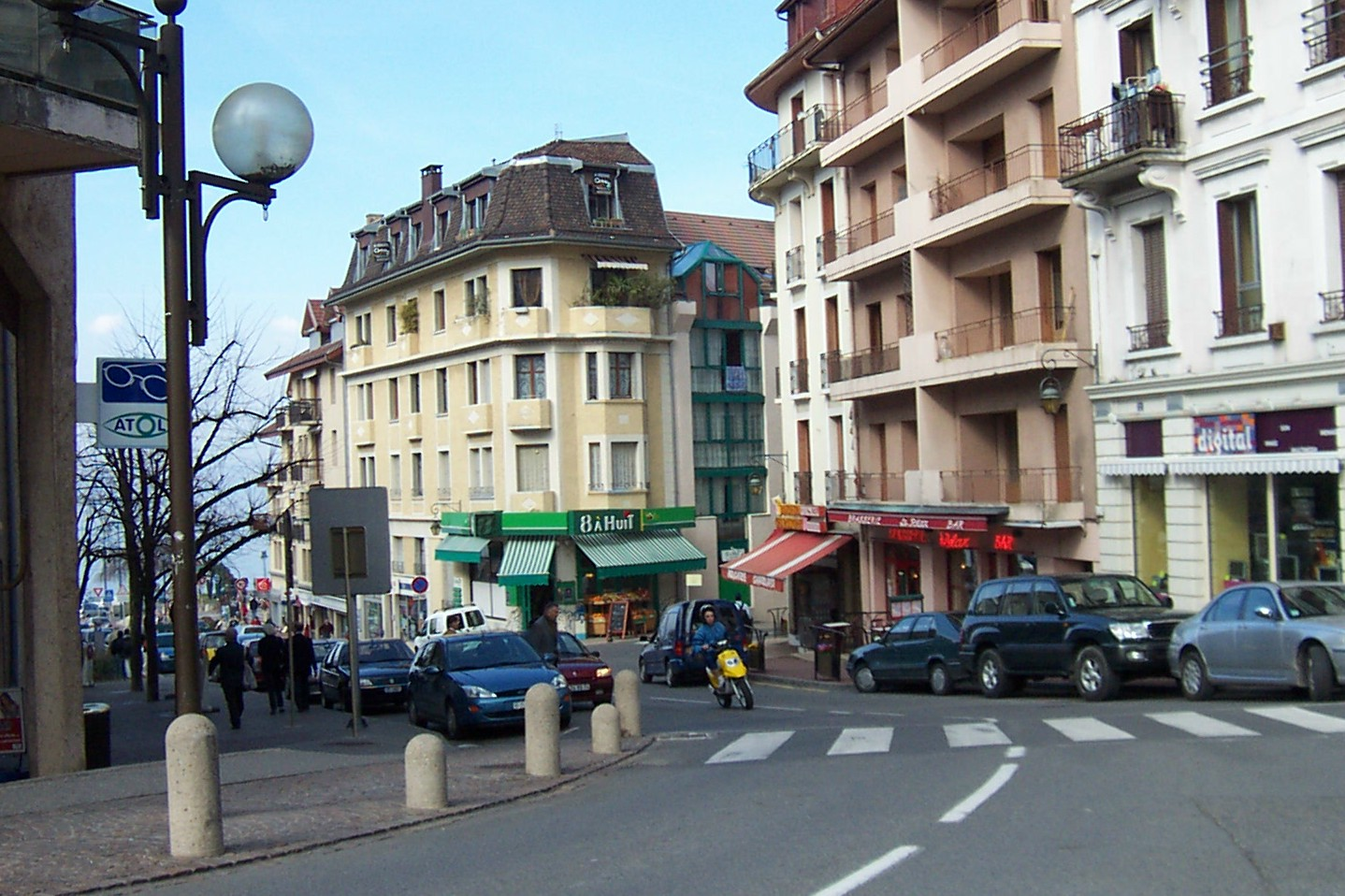
صورة لأحد شوارع إيفيان

## تاريخ
قد يعود تاريخ إيفيان إلى الحضارة الرومانية حيث هناك ما يدل إلى إنشاء مستوطنات رومانية في المنطقة ولكن التاريخ الحديث لإيفيان يعود إلى بدايات القرن التاسع عشر. ففي عام 1826 افتتح المصرفي السويسري فرانكو فوكنيه (بالفرنسية: François Fauconnet)‏ منتجع صحي خاص. وقد بني المنتجع في الطريق الرئيسي في إفيان ويسمى الطريق الوطني (بالفرنسية: rue Nationale)‏ ولكن في عام 1853 تعرض فوكنيه للإفلاس وبيع المنتجع لرابطة المياه المعدنية (بالفرنسية: Société des Eaux Minérales de Cachat)‏. وفي عام 1839 تم بناء فندق بجانب المنتجع.
و في عام 1860 انتقلت تبعية إيفيان والمدن المحيطة بها من حكم دوق إقليم سافوي (بالإنجليزية: Savoy)‏ إلى فرنسا إثر موافقة 99.8٪ من السكان. وقد تم اتصال إيفيان بسكك الحديد الفرنسية عام 1864. ومنذ اكتشاف آبار الماء في إيفيان ما بين عام 1869-1875، أصبحت وجهة العديد من وجهاء أوروبا.

## ماء إيفيان
اكتسبت إيفيان شهرتها بجودة ونقاء مائها. فقد أقرت الأكادمية الطبية الفرنسية (بالإنجليزية: French Academy of Medicine)‏ استخدام ماء إيفيان للاستخدامات الطبية. ومنذ ذلك الحين توافد العديد من الأشخاص لزيارة المنتجعات الصحية في إيفيان (خاصة في عام 1902 حينما تم إثبات فوائد الماء للكلى). ولكن لم يتم إنتاج قناني مياه الشرب بشكل صناعي إلا في عام 1960. ومنذ ذلك الحين اكتسبت مياه إيفيان شهرة عالمية واسعة، وينتج المصنع حالياً ما يقارب 4 ملايين قنينة سنوياً تباع في 125 دولة. وتعود ملكية المصنع إلى شركة دانون.

## اقتصاد
تعتمد مدينة إيفيان على مصدرين رذيسيين للدخل:
1. إنتاج المياه المعلبة.
2. يعتبر كازينو إيفيان - أنشئ عام 1912 - المصدر الثاني للدخل. وقد اشتهر الكازينو في المنطقة نتيجة القوانين السويسرية التي تمنع صالات القمار.

## أشهر الاجتماعات
تم عقد العديد من الاجتماعات المؤثرة والتي كان لها تأثير واضح في التغيرات العالمية لعل أشهرها:
- مؤتمر إيفيان والذي أقيم في يوليو من عام 1938 وفيه تم مناقشة أوضاع اليهود في العالم.
- إتفاقيات إيفيان وهي مفاوضات تمت بين الجزائر وفرنسا بين عامي 1960 و1962، ومن خلالها حصلت الجزائر على استقلالها من فرنسا.
- القمة التاسعة والعشرين لمجموعة الثماني (G8) عام 2003. والتي أقيمت في أعرق فندق في إيفيان وهو الفندق الملكي (بالفرنسية: Hotel Royal)‏ والذي تم بنائه في 1909.

## المراجع

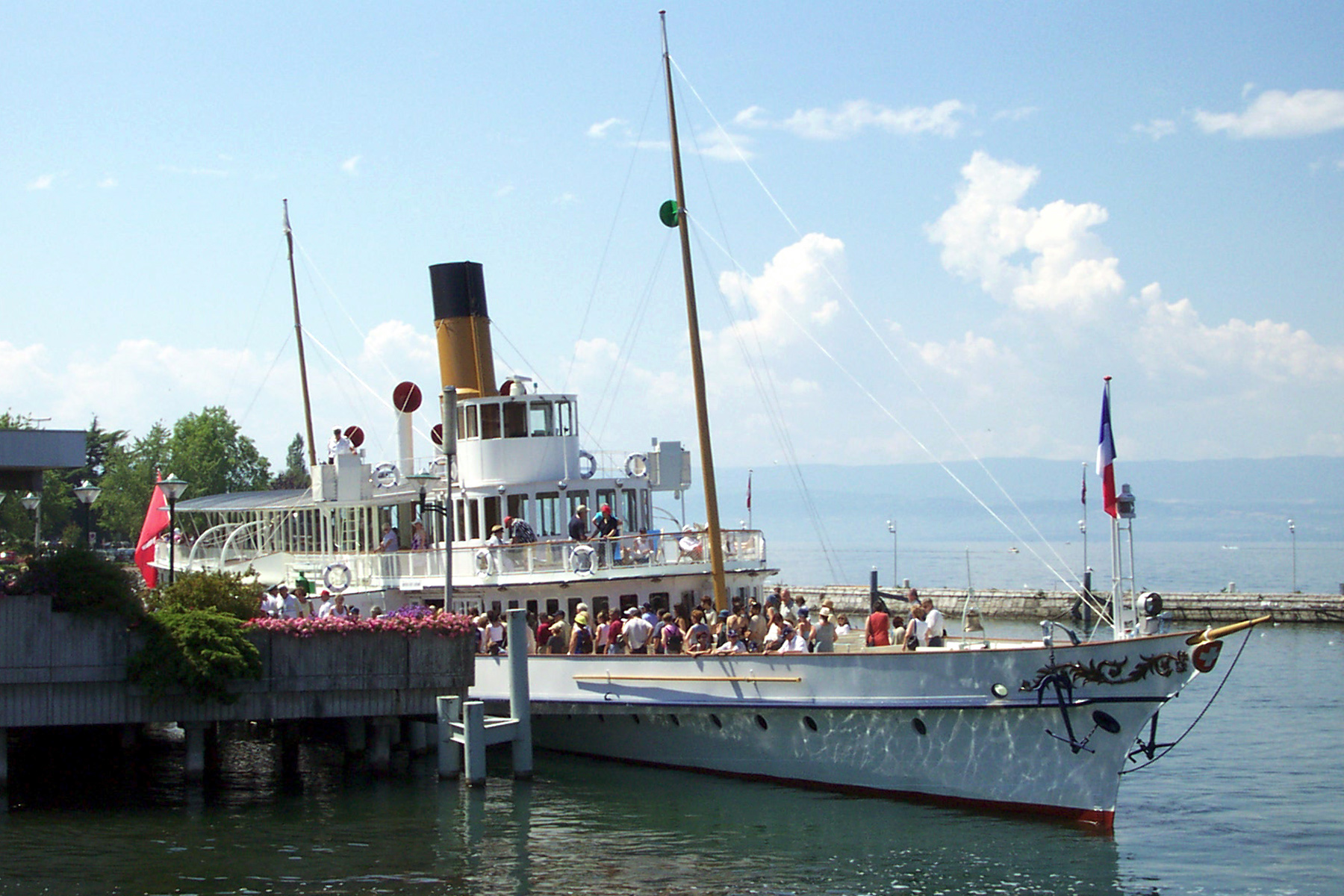
إحدى العبارات تخرج من ميناء إيفيان متجهة إلى مدينة مونترو السويسرية عام 2002

## توأمة
لإيفيان اتفاقيات توأمة مع كل من:
- إزومو
- إيركوتسك
- بنو قاسم

## أعلام
- ألفرد لوروا
- جيل جاكيه
- أندريه سيمون
- ديدييه بلان
- يوهان دوراند
- هوغو نيز
- ألبرت أرنولف
- أديلايد، كونتيسة بورغندي